# Barcani
Barcani è un comune della Romania di 3987 abitanti, ubicata nel distretto di Covasna, nella regione storica della Transilvania.
Il comune è formato dall'unione di 3 villaggi: Barcani, Lădăuți, Sărămaș.
Il villaggio di Valea Mare si è staccato nel 1999 da Barcani, andando a formare un comune autonomo.